# Arbeitsgericht Münnerstadt
Das Arbeitsgericht Münnerstadt war ein bayerisches Arbeitsgericht mit Sitz in Münnerstadt.

## Geschichte
Gemäß Arbeitsgerichtsgesetz vom 23. Dezember 1926 wurden in Deutschland Arbeitsgerichte gebildet. Diese waren nur in der ersten Instanz organisatorisch selbstständige Gerichte, die Landesarbeitsgerichte waren den Landgerichten zugeordnet. Am Landgericht Würzburg entstand so 1927 das Landesarbeitsgericht Würzburg als eines von 23 Landesarbeitsgerichten in Bayern. In Münnerstadt entstand das Arbeitsgericht Münnerstadt als eines von elf Arbeitsgerichten des Landesarbeitsgerichts. Sein Sprengel umfasste den Gerichtsbezirk des Amtsgerichts Münnerstadt. Es bestand eine allgemeine Kammer für Arbeiter und Angestellte und eine Kammer für das Handwerk.
Bereits 1929 wurde die Zahl der Arbeitsgerichte deutlich reduziert. Das Arbeitsgericht Münnerstadt wurde aufgehoben und sein Sprengel dem Arbeitsgericht Neustadt an der Saale zugeordnet.